# Louis Christoph Friedrich Heinrich von Kleist
Louis Christoph Friedrich Heinrich von Kleist (* 8. November 1790; † 1. Mai 1854 in Libau) war ein deutsch-baltischer Grundbesitzer, russischer Offizier und Träger des Militärordens Pour le Mérite.

## Leben

### Herkunft
Louis von Kleist entstammte dem kurländischen Zweig Susten der Linie Muttrin-Damen der alten uradligen Familie von Kleist aus Pommern, welches der preußischen Krone seit dem 17. Jahrhundert zahlreiche hohe Offiziere und Verwaltungsbeamte stellte. Er wurde 1790 als zweiter Sohn des Christian Ewald von Kleist (1758–1812), Herr auf Kreuzburg und Susten (Kurland), und der Maria Julie Theresia Elise von Keyserlingk (1761–1800) geboren.

### Militärkarriere
Louis von Kleist trat bereits im Alter von 16 Jahren in die russische Armee ein.
1806 zeichnete er sich bei den Kämpfen gegen Napoleon aus, nachdem dieser im Krieg gegen Preußen und Russen in den damals zu Russland gehörenden Teil Polens eingedrungen war. Er kämpfte in der für die russische Armee siegreichen Schlacht bei Pultusk. Ferner zeichnete er sich in der für Preußen und Russland unter dem Oberbefehl des russischen Generals Levin August von Bennigsen unentschieden verlaufenen Schlacht bei Preußisch Eylau am 7. und 8. Februar 1807 aus. Nachdem die bis dahin von den Preußen erbittert verteidigte Stadt Danzig am 26. Mai 1807 in französische Hände gefallen war, griff Napoleon das preußisch-russische Heer am 10. Juni 1807 bei Heilsberg an und wurde von den Verbündeten zurückgeschlagen. Nach dem Sieg Frankreichs über Russland und Preußen bei Friedland wurde zwischen Russland und Napoleon ein Sonderfrieden vereinbart. In allen genannten Kämpfen tat sich Louis von Kleist mit so auffallender Tapferkeit hervor, dass ihn Zar Alexander I. trotz seiner Jugend zum Kapitän beförderte und ihm den St. Annenorden und den St. Wladimirorden verlieh. Auch der preußische König Friedrich Wilhelm III. würdigte nachträglich seine Verdienste und verlieh ihm am 8. Februar 1808 den Orden Pour le Mérite. In einem königlichen Handschreiben an den Vater Louis’ heißt es: ,...Mein vester lieber Getreuer! ,--- und will Ich nun Ihrem Sohn, dem Lieutenant von Kleist, ---- da sein Kommandeur, der Herr Generalmajor Fürst Dolgorukij V., in dem beigebrachten Atteste ihm das Zeugnis giebt, daß er im Kriege---- besonderen Muth und Tapferkeit bewiesen hat, Kleist zum Ritter meines Ordens f.d.V. ernennen und werde ihm die Insignien desselben zufertigen--.

### Leben als Großgrundbesitzer
Nach dem Krieg schied von Kleist aus dem Militärdienst aus und widmete sich der Bewirtschaftung seiner kurländischen Güter. Nach dem Tode seines Vaters hatte er dessen Majorat Kreuzburg-Susten übernommen, nachdem er bereits vorher von seinem mütterlichen Großvater Johann Emmerich von Keyserlingk dessen Güter Gawesen, Niehoff und Ingenhoff als Fideikommiss erhalten hatte gegen die Auflage, dass jeder Fideikommissherr den Zusatz Keyserlingk seinem Namen beizufügen hatte. Louis starb am 1. Mai 1854 in Libau. Er war dreimal verheiratet und hatte aus seiner ersten Ehe vier Söhne und vier Töchter und aus seiner dritten Ehe einen Sohn und eine Tochter.